# Gobiopterus semivestita
Gobiopterus semivestita és una espècie de peix de la família dels gòbids i de l'ordre dels perciformes.

## Morfologia
- Els mascles poden assolir 2,5 cm de longitud total.[5][6]

## Hàbitat
És un peix de clima tropical i demersal.

## Distribució geogràfica
Es troba a Oceania: Austràlia i Papua Nova Guinea.

## Observacions
És inofensiu per als humans.